# Great Plains Transportation Museum

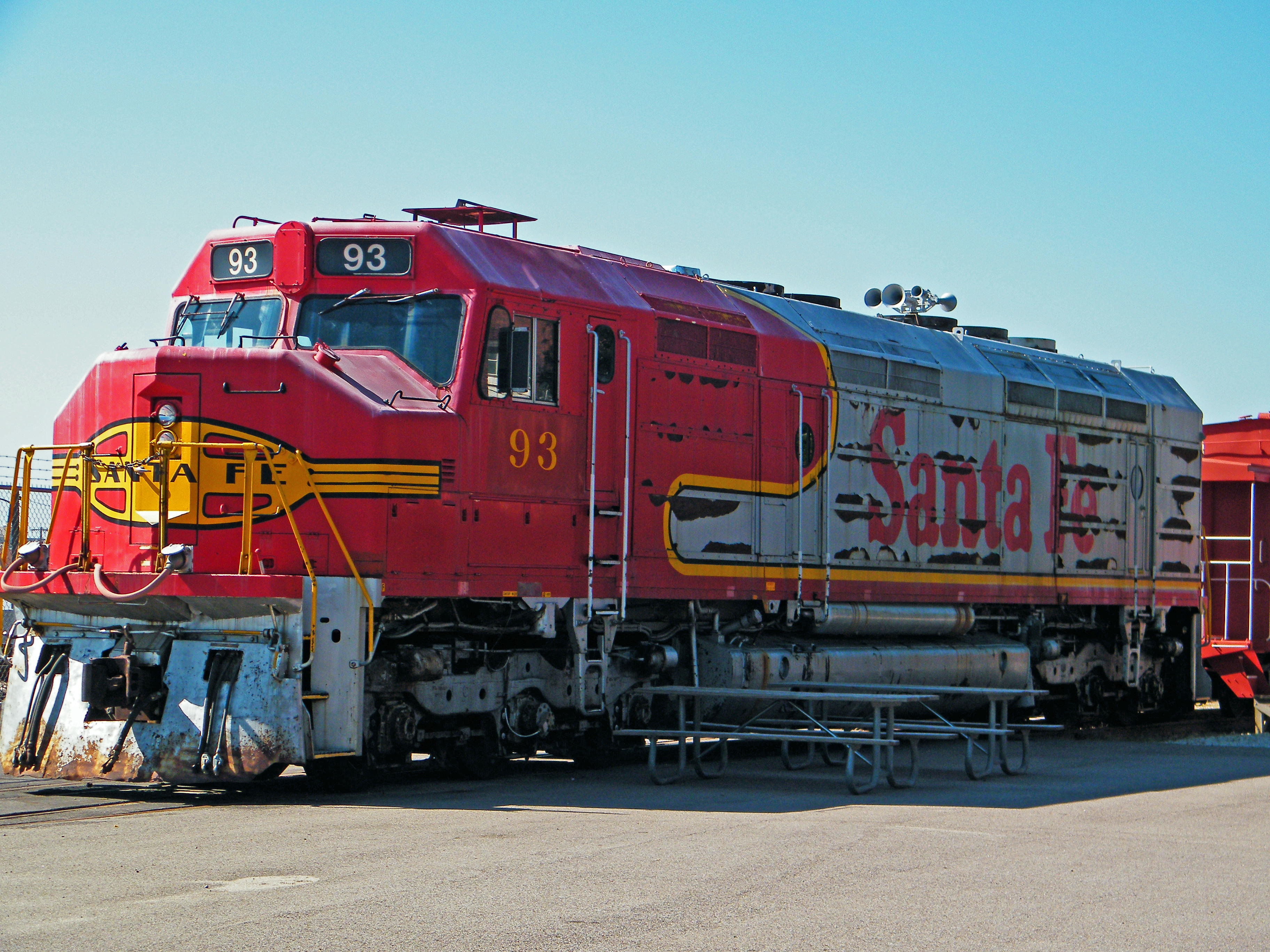
EMD FP45, #93 im GPTM

Das Great Plains Transportation Museum (GPTM) ist ein Verkehrsmuseum im Zentrum von Wichita, der größten Stadt im US-Bundesstaat Kansas. Es liegt unmittelbar nördlich des historischen Bahnhofs Union Station an der East Douglas Street, die hier von der Nord-Süd-Bahnstrecke des nördlich gelegenen Santa Fe Trails in Richtung Oklahoma überbrückt wird. Am Bahnhof Union Station Wichita führen die Strecken der beiden Gesellschaften BNSF Railway und Union Pacific Railroad zusammen. Personenverkehr gibt es seit 1979 nicht mehr. Wichita liegt in den östlichen Ausläufern der dem Museum namensgebenden Great Plains.

## Geschichte
Mit der Santa Fe Railroad erreichte 1872 die erste Eisenbahngesellschaft in die Stadt, die vor allem Viehtransporte enorm verbilligte. Mit der Eisenbahn kam eine große Wirtschaftsentwicklung für die Stadt in Gang, die bis heute anhält.
Von den sechs hier ausgestellten Lokomotiven sind zwei bemerkenswert, weil sie die für ihren jeweiligen Bautyp letztgebauten Exemplare der damals abschwingenden Branche sind. Die ältere ist die prominent auf der Brücke platzierte Dampflokomotive Santa Fe steam locomotive #3768 (Baldwin Locomotive Works), dessen wenig älteres, noch heute unter Dampf stehendes Schwestermodell #3751 der San Bernardino Railroad Historical Society gehört und im National Register of Historic Places eingetragen ist. Das andere ist die Santa Fe FP45 #93, eine von 14 Einheiten der CC-Diesellokomotive vom Dezember 1967.
Außerdem werden zahlreiche Wagen ausgestellt, darunter Reisezugwagen, teils schon über 100 Jahre alt. Ferner sind verschiedene Drucke, Signale, Laternen und andere Artefakte aus der Frühzeit der Eisenbahn zu sehen.
Das Museum ist eine freiwillige Vereinigung. Es hat sich zur Aufgabe gemacht, die Geschichte des örtlichen Verkehrswesens zu bewahren und zu vermitteln. Die Ausstellung unterstützt dabei die Bemühung nach Forschung, Restaurierung und Schulung. Der Zustand der Fahrzeuge ist nicht sehr gut. Außerdem wird unzureichende Beschreibung der Ausstellungsstücke bemängelt.